# Lega omanita professionistica 2024-2025
La Lega omanita professionistica 2024-2025, nota anche come Oman Professional League 2024-2025, è stata la 49ª edizione della massima serie del campionato di calcio omanita. Il campionato è iniziato il 15 agosto 2024 e si è concluso l'8 maggio 2025.
La squadra campione in carica era l'Al-Seeb, che si è riconfermato vincendo il suo quarto titolo nazionale.

## Stagione

### Novità
Dall'edizione precedente sarebbero dovute retrocedere Bahla e Al-Wahda, ultime due classificate del campionato, tuttavia il Dhofar non è riuscito ad iscriversi alla nuova stagione per problemi economici ed è stato retrocesso d'ufficio in Prima divisione, consentendo il rispescaggio del Bahla. Al loro posto dalla prima divisione sono state promosse Al-Khabourah e Saham Club.

### Formula
Le 12 squadre partecipanti giocano un girone all'italiana con gare di andata e ritorno, per un totale di 22 giornate. Al termine di queste, la squadra prima in classifica è campione d'Oman e si qualifica per la AFC Challenge League 2025-2026, mentre le ultime due classificate sono retrocesse in Prima Divisione.

## Squadre partecipanti
| Club         | Città      | Stagione precedente                  |
| ------------ | ---------- | ------------------------------------ |
| Al-Khabourah | Al-Khābūra | Prima divisione                      |
| Al-Nahda     | Al-Buraymi | 2° in Lega omanita professionistica  |
| Al-Nasr      | Salalah    | 5° in Lega omanita professionistica  |
| Al-Rustaq    | Rustaq     | 6° in Lega omanita professionistica  |
| Al-Seeb      | Seeb       | Campione d'Oman                      |
| Al-Shabab    | Sohar      | 7° in Lega omanita professionistica  |
| Bahla        | Bahla      | 11° in Lega omanita professionistica |
| Ibri Club    | Ibri       | 9° in Lega omanita professionistica  |
| Oman Club    | Mascate    | 3° in Lega omanita professionistica  |
| Saham Club   | Saham      | Prima divisione                      |
| Sohar        | Sohar      | 4° in Lega omanita professionistica  |
| Sur          | Sur        | 8° in Lega omanita professionistica  |

## Classifica
|                 | Pos. | Squadra      | Pt | G  | V  | N | P  | GF | GS | DR  |
| --------------- | ---- | ------------ | -- | -- | -- | - | -- | -- | -- | --- |
| Oman (bandiera) | 1.   | Al-Seeb      | 51 | 22 | 16 | 3 | 3  | 46 | 17 | +29 |
|                 | 2.   | Al-Nahda     | 47 | 22 | 13 | 8 | 1  | 36 | 10 | +26 |
|                 | 3.   | Oman Club    | 39 | 22 | 11 | 6 | 5  | 21 | 14 | +7  |
|                 | 4.   | Al-Khabourah | 31 | 22 | 9  | 4 | 9  | 22 | 28 | -6  |
|                 | 5.   | Saham Club   | 29 | 22 | 8  | 5 | 9  | 28 | 35 | -7  |
|                 | 6.   | Al-Shabab    | 28 | 22 | 8  | 4 | 10 | 33 | 29 | +4  |
|                 | 7.   | Bahla        | 28 | 22 | 8  | 4 | 10 | 24 | 23 | +1  |
|                 | 8.   | Al-Nasr      | 28 | 22 | 8  | 4 | 10 | 23 | 28 | -5  |
|                 | 9.   | Sohar        | 24 | 22 | 6  | 6 | 10 | 24 | 35 | -11 |
|                 | 8.   | Al-Rustaq    | 23 | 22 | 6  | 5 | 11 | 17 | 26 | -9  |
|                 | 11.  | Ibri Club    | 20 | 22 | 5  | 5 | 12 | 14 | 28 | -14 |
|                 | 12.  | Sur          | 18 | 22 | 4  | 6 | 12 | 12 | 27 | -15 |

Legenda:
      Campione d'Oman e qualificata per la AFC Challenge League 2025-2026.
 Retrocessione diretta.